# Maama Vaipulu (joueuse)
Pour les articles homonymes, voir Maama Vaipulu (homonymie).
Pas d'image ? Cliquez ici

a Compétitions nationales et continentales officielles uniquement.

b Matchs officiels uniquement.
Dernière mise à jour le 23 juillet 2025.
Maama Vaipulu, née le 26 novembre 2002 en Nouvelle-Zélande, est une joueuse internationale néo-zélandaise de rugby à XV évoluant au poste de deuxième ligne. Licenciée aux College Rifles, elle joue avec la franchise des Blues en Super Rugby Aupiki.

## Biographie
Née le 26 novembre 2002 d'un père tongien et d'une mère maorie, Maama Vaipulu pratique d'abord le volley-ball, comme ses sœurs. C'est son père qui la pousse vers le rugby à XV quand elle est lycéenne. Elle y joue simplement parce qu'elle s'y amuse, mais elle ne pense qu'au volley-ball et rêve de Jeux olympiques. Mais son entourage lui explique qu'elle a plus d'opportunités dans le rugby. Elle suit ces conseils et se lance exclusivement dans le rugby.
Détectée dès la catégorie des moins de 18 ans, elle est sélectionnée en 2022 pour jouer avec le Auckland Storm, où elle est étroitement suivie par Anna Richards, quatre fois championne du monde. Celle-ci joue un rôle important quand Maama a des doutes sur son choix de carrière sportive. Cette première saison en Farah Palmer Cup (FPC) se conclue par une finale perdue face à Canterbury.
En 2023, Maama Vaipulu est recrutée par les Blues avec qui elle joue son premier Super Rugby Aupiki. En septembre, elle remporte la FPC, en jouant à nouveau en finale contre Canterbury. Puis elle est sélectionnée pour affronter les Samoa avec les Black Ferns XV, une équipe réserve de l'équipe nationale.
Elle remporte le Super Rugby Aupiki 2024 avec les Blues. Au mois d'avril, elle est l'une des cinq joueuses non capées à être mises sous contrat par la Fédération néo-zélandaise. Elle devient internationale le 11 mai à Hamilton, contre les États-Unis (victoire 57 à 5) et inscrit même un essai au cours de la rencontre. Cette année-là, elle dispute également le WXV.
En 2025, Maama Vaipulu remporte à nouveau le Super Rugby Aupiki puis est sélectionnée pour jouer la Pacific Four Series,. Si elle figure bien dans le groupe qui prépare la Coupe du monde, elle n'est pas retenue pour le test match contre les Wallaroos et intègre l'équipe réserve qui part en tournée en Afrique du Sud,.

## Palmarès

### En franchise et province
- Finaliste de la Farah Palmer Cup en 2022.
- Vainqueur de la Farah Palmer Cup en 2023.
- Vainqueur du Super Rugby Aupiki en 2024 et 2025.

### En équipe nationale
- Vainqueur de la Pacific Four Series en 2025.